# 郑作新
郑作新（1906年11月18日—1998年6月27日），男，福建福州人，中国鸟类学家、鸟类地理学家，中国现代鸟类学、中国动物地理学的奠基人之一。

## 生平
郑作新1906年11月18日出生于福建省福州市一个小知识分子的家庭。郑作新五岁丧母，他和妹妹二人由祖母扶养。虽然家境贫寒，但郑作新从小勤奋好学，在上小学时跳级两次。郑作新从小热爱自然，爱好收藏动植物标本。15岁时通过福建协和大学的入学考试，成为该校年纪最小的学生 。
18岁那年，他提前半年学完了大学课程，在叔父的资助下赴美考入密歇根大学研究院生物系，专攻动物学。开始时郑作新的生活与学习费用主要靠半工半读维持，一年后在该校任助教才基本解决经济问题。在研究院期间，他的专业是动物发育学（当时叫胚胎学），属于当时的尖端学科。1927年获得硕士学位后，继续攻读博士学位，研究林蛙生殖细胞的发育过程，他的博士论文被发表在当时高水平的德国学术刊物上。1930年郑作新获科学博士学位，毕业时生物系授予他SigmaXi金钥匙奖，时年23岁。
毕业后郑作新谢绝了美国研究所的聘用，回到福建协和大学，被聘为动物学教授兼系主任。由于协和大学是一所美国教会办的学校，当时教材和授课均用英语，甚至连实验的标本、试剂等也都靠进口。郑作新主持教学工作后，提倡中文授课和中文教材，他率先用中文编写了《大学动物学实验教程》（1932年由商务印书馆出版），该书成为中国第一本中文版生物学的大学用书。以后又编写了《脊椎动物分类学纲要》和《普通生物学》等书。这些教材当时被很多大学生物系所采用。其中《普通生物学》一书到20世纪70年代时已在台湾出版了第七版，可见影响之深远。
在密歇根大学学习期间，他经常去系里的标本馆参观。在这里一只出产自中国的红腹锦鸡标本让他受到了很大的触动。红腹锦鸡产自中国宝鸡，是中国特有种，却是由瑞典人卡尔·林奈发现并命名。当时中国虽然生物资源丰富，但本国很少有科研成果和纪录，各项研究均凭任外国人进行。这只红腹锦鸡正像是一种情结，坚定着郑作新回国开创中国鸟类学研究的决心。
在任教期间，由于郑作新的不断努力，当时一片空白的中国鸟类学研究，终于开展起来了。1937年抗日战争爆发后，学校被迫迁到闽北山城邵武。邵武地处武夷山，鸟类资源丰富，郑作新作为第一批来此考察的中国学者，经3年的调查研究，在1941年写成了《三年来邵武野外鸟类观察报告》。这是国内第一篇有关鸟类种类及生态实地考察的报道，文中不但列出鸟种和数量，而且提到居留时间和频数，这在当时受到了科学界的高度重视。
1945年4月至1946年9月，郑作新被美国国务院文化司聘为客座教授，赴美讲学访问。在此期间，他到美国各地的博物馆查看了来自中国的鸟类标本，特别是模式标本，还搜集了大量有关中国鸟类的外文文献资料。
回国后，继续在协和大学任教，并对中国鸟类进行全面的考察整理。
1947年，郑作新因对学生表示同情，又未能阻止学生参加全市的示威游行，受到省政府的指责与处分。他已无法从事学术研究工作，就愤然辞职，到南京国立编译馆任编纂，主持自然科学名词的审订工作，兼任中央大学生物系教授，在此期间他仍坚持进行鸟类研究。1948年，国内政局发生变化，郑作新没有前往台湾岛而是留在了大陆，因为这里是他事业的根基 。
1950年郑作新调到北京中国科学院动物标本整理委员会（中科院动物所的前身）担任委员兼秘书，在中国科学院动物研究机构筹建过程中起到重要作用。 1951年加入九三学社，担任过九三学社第七届中央委员会委员。文革期间，被认定为“反动学术权威”而遭受迫害。
1980年当选为中国科学院学部委员。1998年在北京逝世。

## 社会兼职
郑作新是中国鸟类学会的发起人之一、首任理事长、名誉理事长，曾任《中国动物志》编辑委员会副主任、《中国大百科全书》动物组主编、《动物学报》主编、《动物分类学报》副主编。他还被推选为日本、德国、英国鸟类学会通讯会员，美国鸟类学会荣誉会员，三次连任英国世界雉类协会副会长、会长。

## 学术贡献
1947年他撰写的《中国鸟类名录》发表，这是中国学者首次自行研究撰编的全国性鸟类名录。这部名录列出中国鸟类1087种、912亚种，合计1999种和亚种，对N.G.Gee等1931年撰写的中国鸟类1031种和亚种数做出了不少补充和修订。这部名录标志着中国鸟类学研究已达到新的水平，为以后鸟类的全面考察和研究提供了基础。
在1950年代至1980年代，郑作新经常参加或主持中国科学院组织的国内各地鸟类的考察，中国各地都留下了他的足迹。他和他的助手克服各种困难，收集了成千上万个标本，在中国科学院动物研究所创建了中国规模最大的鸟类标本库（约有6万号标本）。几十年来，郑作新撰写了18部研究专著、130余篇论文、30多册专业书籍、250多篇科学普及作品，共约1000万字，他的很多著作被译成英文、德文、俄文在国外出版，在国际上享有盛誉。其中郑作新用英文编写的A synopsis of the Avifauna of China(《中国鸟类区系纲要》)一书，是对中国一个纲的动物（鸟纲）进行分类、分布、繁殖、生态等做了全面而有系统的综合总结，提供了有关中国鸟类的完整资料。为此，美国国家野生动物协会（National Wildlife Federation）评选郑作新为1988年度国际自然保护特殊成就奖的获得者，这是此奖第一次颁发给一位中国的学者。
在鸟类亚种的分类工作上，1949年以来，郑作新独自发现及与助手合作发现了16个新亚种。其中郑作新等所发现的“峨眉白鹇”最有轰动性（参见白鹇）。郑作新通过对亚种分化的分析，还提出亲缘种在亚种分化上有平行趋向，因而可能对它们的亚种分化进行预测。在鸟类中的大陆亚种与附近岛屿上的亚种相较，后者翅膀常较前者为短，他认为以此可得知岛屿上的亚种是有定向分化的意义。
在中国动物地理区划上，郑作新提出以秦岭为分界的观点，即秦岭以南为东洋界，秦岭以北为古北界。他的这种划分不仅在鸟、兽等陆生动物区划中有充分的根据，而且与土壤、植被、气候等的区划相一致。他又首创把两个界进一步划分为7个一级区和19个二级区，这已为国内外学者所认同和使用。
1952年至1955年，他从鸟类食性分析，研究鸟类益害问题。当时麻雀被列为“四害”之一，许多地区开展了大规模的灭雀运动，动物学界也对是否消灭麻雀是有不同看法的。郑作新通过研究麻雀的食性写出了多份报考，阐述麻雀的益与害，提出“对麻雀要依不同季节和地区，加以区别对待”的建议，终于使麻雀免除了灭顶之灾。

## 家庭
父郑森藩长年在外地任盐务局职员，也做过中学教师、中学校长。
妻子陈嘉坚为小学教师，两人于1935年1月结婚。1989年全国“金婚佳侣”的评选纪念活动中，相伴54载的两位老人被评为“金婚佳侣”。